# Bdeogale omnivora
Bdeogale omnivora е вид хищник от семейство Мангустови (Herpestidae). Видът е уязвим и сериозно застрашен от изчезване.

## Разпространение и местообитание
Разпространен е в Кения и Танзания.
Обитава гористи местности, крайбрежия и плажове.

## Описание
Популацията на вида е намаляваща.